# IC 3184/2
IC 3184/2 је спирална галаксија у сазвијежђу Береникина коса која се налази на листи објеката дубоког неба у Индекс каталогу.
Деклинација објекта је + 24° 55' 3" а ректасцензија 12h 20m 47,5s. Привидна величина (магнитуда) објекта IC 3184 износи 16,0 а фотографска магнитуда 16,8. IC 31842 је још познат и под ознакама CGCG 128-79.